# 若い戦闘員の日

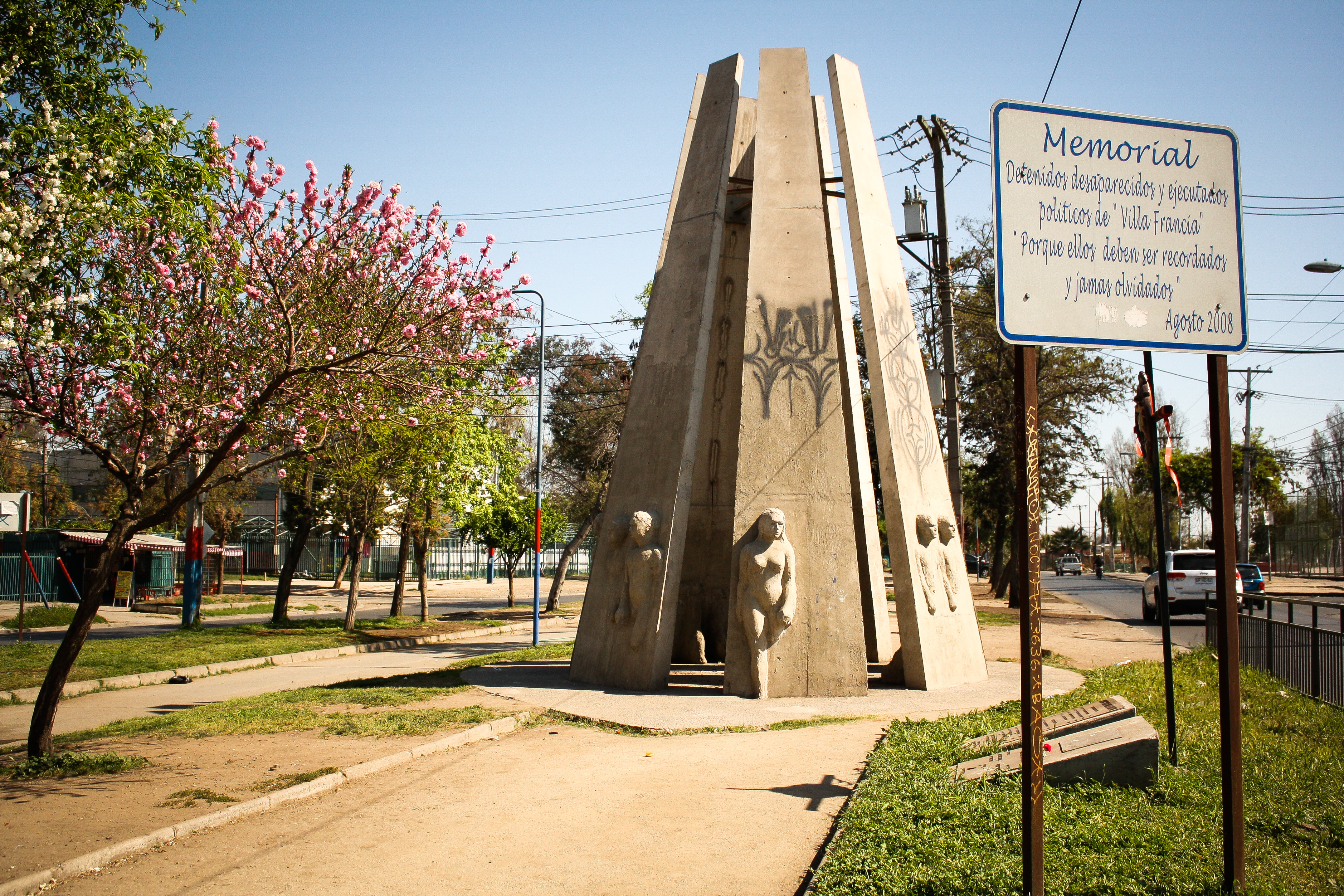

若い戦闘員の日（スペイン語: Día del joven combatiente、わかいせんとういんのひ）はチリの非公式な記念日であり、3月29日ごとに祝わわれる。その主な目的は、1985年、チリでの軍事独裁政権の間に起こったヴェルガラ・トレド・ラファエル・マウリシオ（スペイン語: Rafael Mauricio Vergara Toledo）とヴェルガラ・トレド・エドゥアルド・アントニオ（スペイン語: Eduardo Antonio Vergara Toledo）兄弟の殺害を思い出すことである。二人の兄弟は、左翼ゲリラ組織である「革命的左翼運動」のメンバーであった。

## 脚註
1. ↑  “Message for U.S. Citizens- Day of the Young Combatant” (英語). U.S. Embassy in Chile (2017年3月22日). 2021年3月29日閲覧。
2. ↑  Mellado, Vicente. “A 32 años del asesinato de los hermanos Vergara Toledo. El significado histórico para la juventud combativa y revolucionaria” (スペイン語). La Izquierda Diario - Red internacional. 2021年3月29日閲覧。